# فرد أ. بيترسن
فرد أ. بيترسن (بالإنجليزية: Fred A. Petersen)‏ هو مهندس معماري أمريكي، ولد في 1808، وتوفي في 1885.